# Эскадренные миноносцы типа «Умикадзэ»
Эскадренные миноносцы типа «Умикадзэ» (яп. 海風型駆逐艦 Умикадзэгата кутикукан) — тип японских эскадренных миноносцев. Построено два корабля.
Первые японские большие эсминцы.

## Строительство
Первые японские эсминцы I класса. Заказаны по программе 1907 года. Строились на японских верфях по проекту, разработанному при технической помощи британских специалистов. Британское влияние заметно во внешнем виде и компоновке, сильно напоминающих более ранние британские эскадренные миноносцы типа «Трайбл».
Японцы решили не вводить промежуточный 102-мм калибр артиллерии, а сразу установили 120-мм орудия, в качестве таковых использовав устаревшие орудия Армстронга образца 1890 года с длиной ствола 40 калибров. Одно такое орудие стояло на полубаке, второе располагалось между кормовым торпедным аппаратом и мостиком, и имело ограниченный сектор обстрела. Кроме того, на корабли установили пять 76-мм пушек с длиной ствола 40 калибров, использовавшихся на всех предшествующих эсминцах. На практике выяснилось, что почти все орудия имели плохие сектора обстрела и недостаточную скорострельность. 120-мм орудия, обладавшие большим весом, были слишком тяжелы для эсминцев. Несмотря на всё это, 120-мм/40 орудия устанавливались японцами на многие последующие эсминцы, в том числе лёгкие. Торпедное вооружение на кораблях различалось: «Ямакадзэ» нёс три однотрубных 450-мм торпедных аппарата, а «Умикадзэ» — два двухтрубных.
В качестве силовой установки впервые в японском флоте были применены паровые турбины системы Парсонса, закупленные в Великобритании. Восемь котлов «Кампон» имели смешанное угольно-нефтяное отопление (что также было новинкой) и размещались по два в четырёх котельных отделениях. Развившие на испытаниях более 33 узлов («Ямакадзэ» 33,5) эсминцы стали самыми быстроходными в японском флоте, и одними из самых быстрых кораблей своего времени. Развитием проекта стали эсминцы типа «Исокадзэ».
Кроме того, параллельно строились эсминцы II класса типа «Сакура», обладавшие значительно меньшими размерами.

## История службы
К началу Первой Мировой войны корабли типа «Умикадзэ» были самыми совершенными эсминцами Императорского флота и входили в состав I эскадры вице-адмирала Тохинаи. Патрулировали море между Шанхаем и Гонконгом, имея задачу перехватить эскадру Шпее в случае её прорыва в Циндао. Ни в осаде Циндао, ни в боевых действиях 1917—1918 годов на Средиземном море эти корабли не участвовали.
В начале 20-х годов была проведена модернизация, заключавшаяся в увеличении высоты первой дымовой трубы и установке щитов на 120-мм орудия. В 1930 году оба эсминца в силу полного морального устаревания были переклассифицированы в тральщики. При этом с них были сняты по одному 120-мм и 76-мм орудию, все торпедные аппараты, а в кормовой части размещено тральное оборудование и расширен кормовой мостик. Водоизмещение при этом уменьшилось до 1030 тонн, а скорость — до 24 узлов.
В силу малой эффективности этих кораблей как тральщиков и сильной изношенности механизмов в новом качестве они прослужили недолго, и в 1936 году были исключены из списков и сданы на слом.

## Представители серии
| Название                          | Место постройки                    | Заложен             | Спущен на воду       | Вступил в строй       | Судьба                                                      |
| --------------------------------- | ---------------------------------- | ------------------- | -------------------- | --------------------- | ----------------------------------------------------------- |
| Умикадзэ (яп. 海風 морской ветер) | Майдзуру, Япония                   | 23 ноября 1909 года | 10 октября 1910 года | 28 сентября 1911 года | Минный тральщик № 8 с 1930 года, сдан на слом 1 апреля 1936 |
| Ямакадзэ (яп. 山風 горный ветер)  | верфи «Мицубиси», Нагасаки, Япония | 1 июня 1909 года    | 21 января 1911 года  | 21 октября 1911 года  | Минный тральщик № 7 с 1930 года, сдан на слом 1 апреля 1936 |